# Фон (единица измерения)

Семейство кривых равных громкостей для разных уровней звукового давления (изофоны)

Фон (др.-греч. φωνή звук) — логарифмическая единица для оценки уровня громкости звука. Шкала фонов от шкалы децибелов отличается тем, что в ней значения громкости коррелируются с чувствительностью человеческого слуха на разных частотах. У чистого тона с частотой 1000 Гц уровень в фонах численно равен уровню в децибелах, для других частот используют поправки из таблицы или специального графика — контура равных громкостей, представляющего собой стандартизованное (ISO 226) семейство кривых, называемых также изофонами.